# Naturschutzgebiet Küstenlandschaft zwischen Priwall und Barendorf mit Harkenbäkniederung
Koordinaten: 53° 57′ 53,3″ N, 10° 57′ 3,2″ O

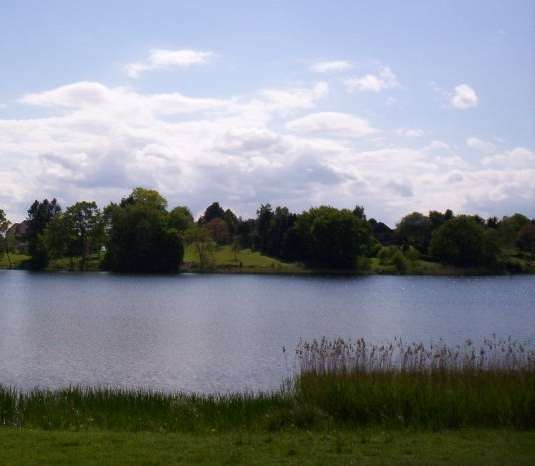
Der Deipsee in der Harkenbäkniederung

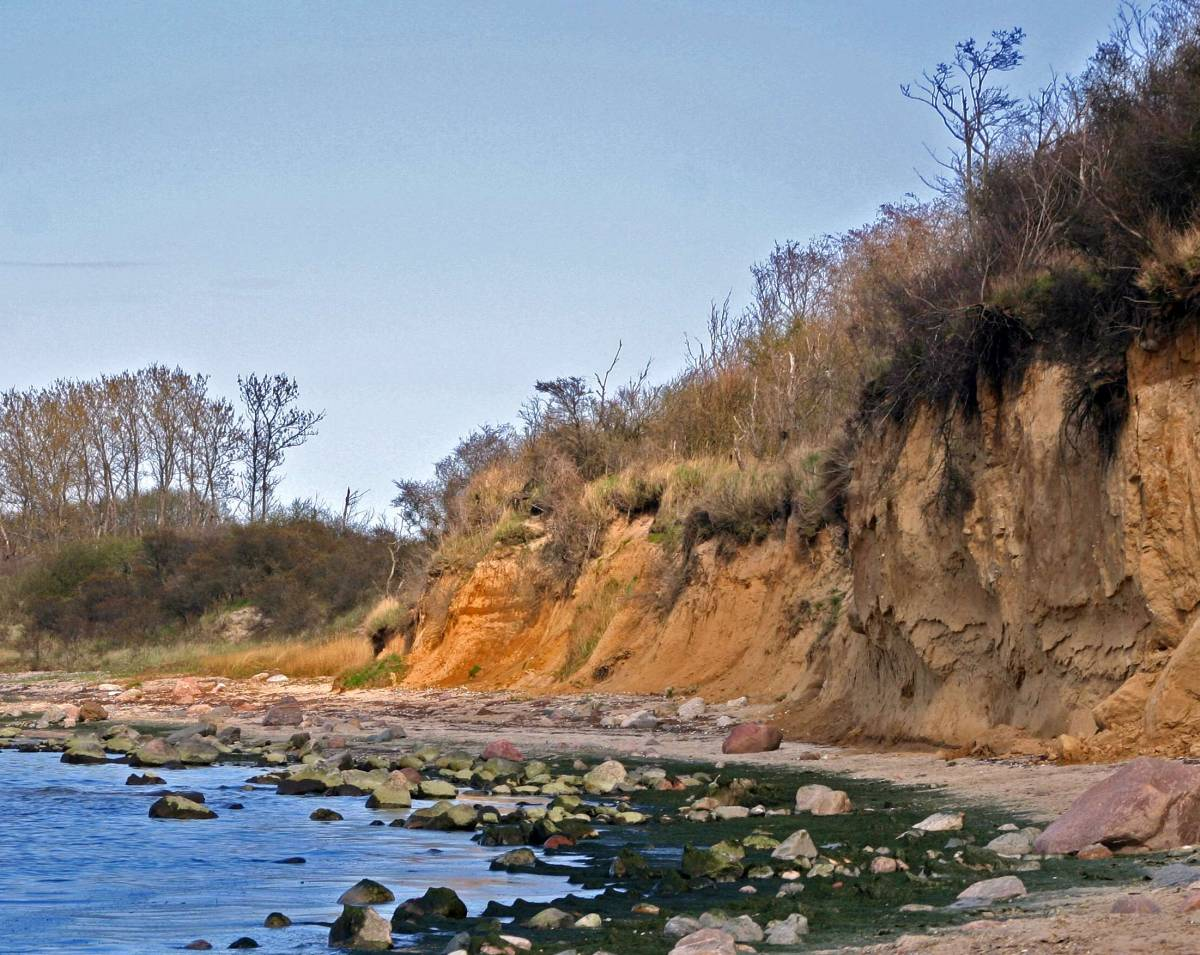
Steilküste bei Rosenhagen

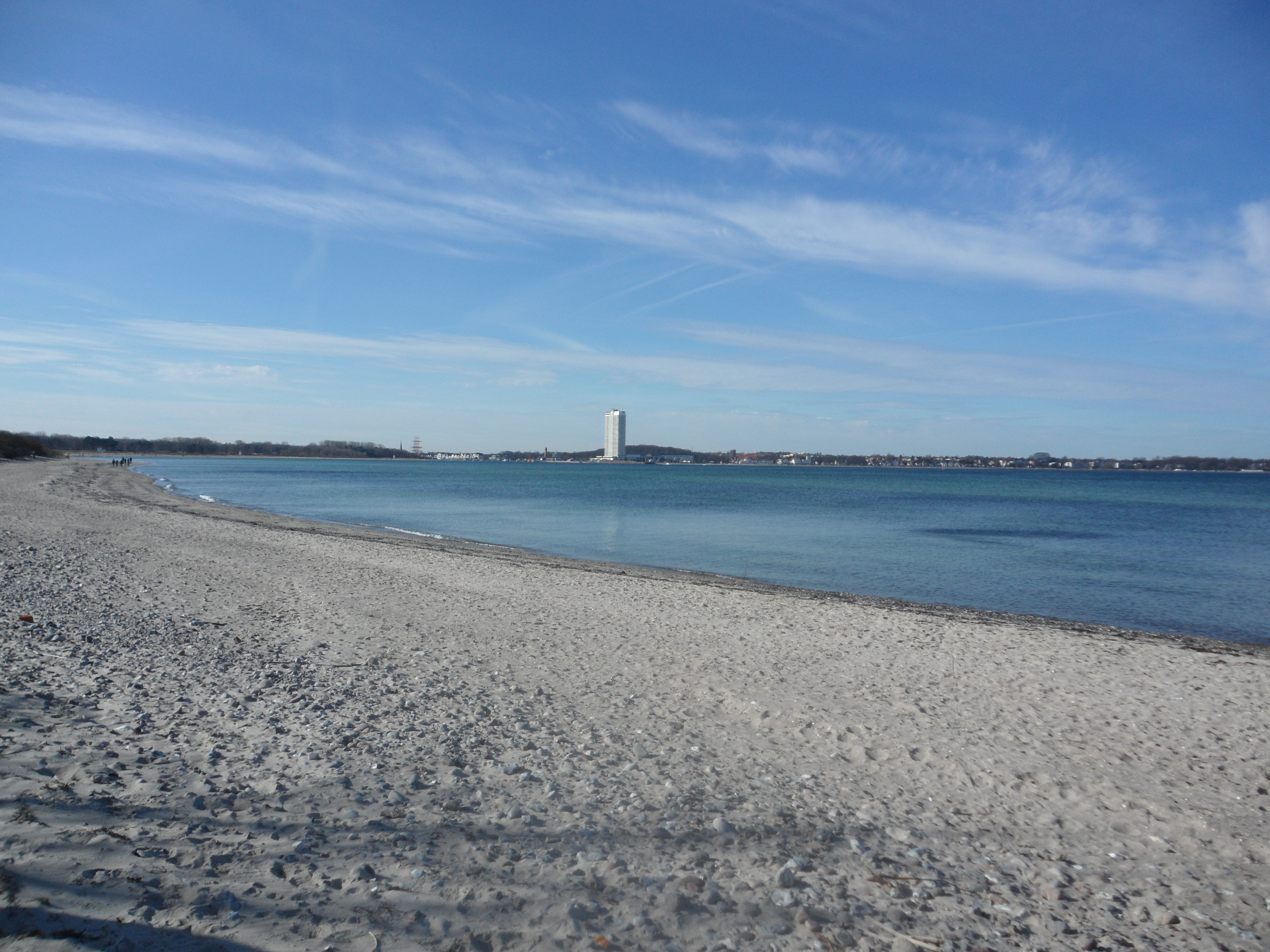
Blick aus dem Naturschutzgebiet Richtung Travemünde

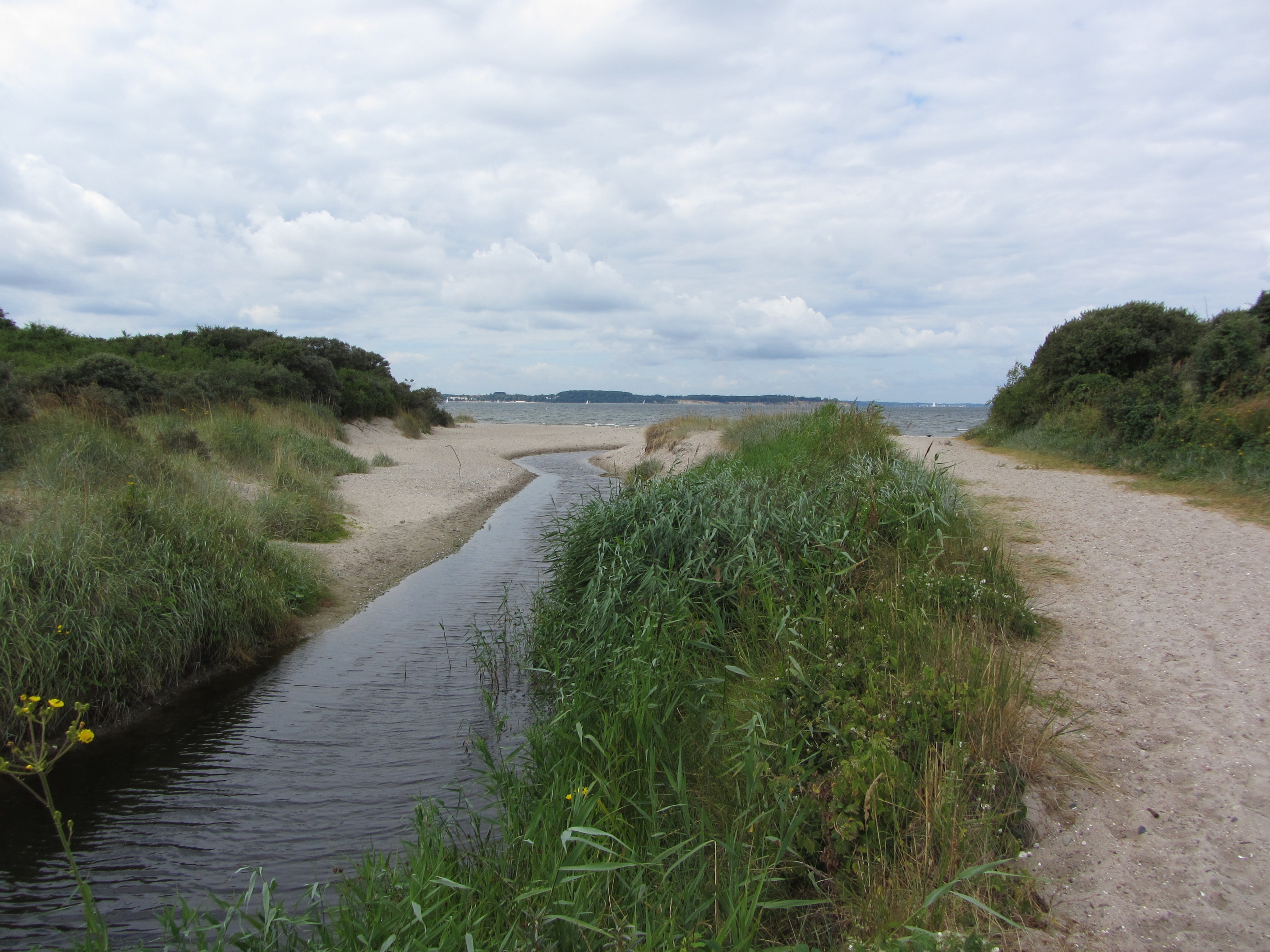
Harkenbäk an der Mündung in die Ostsee

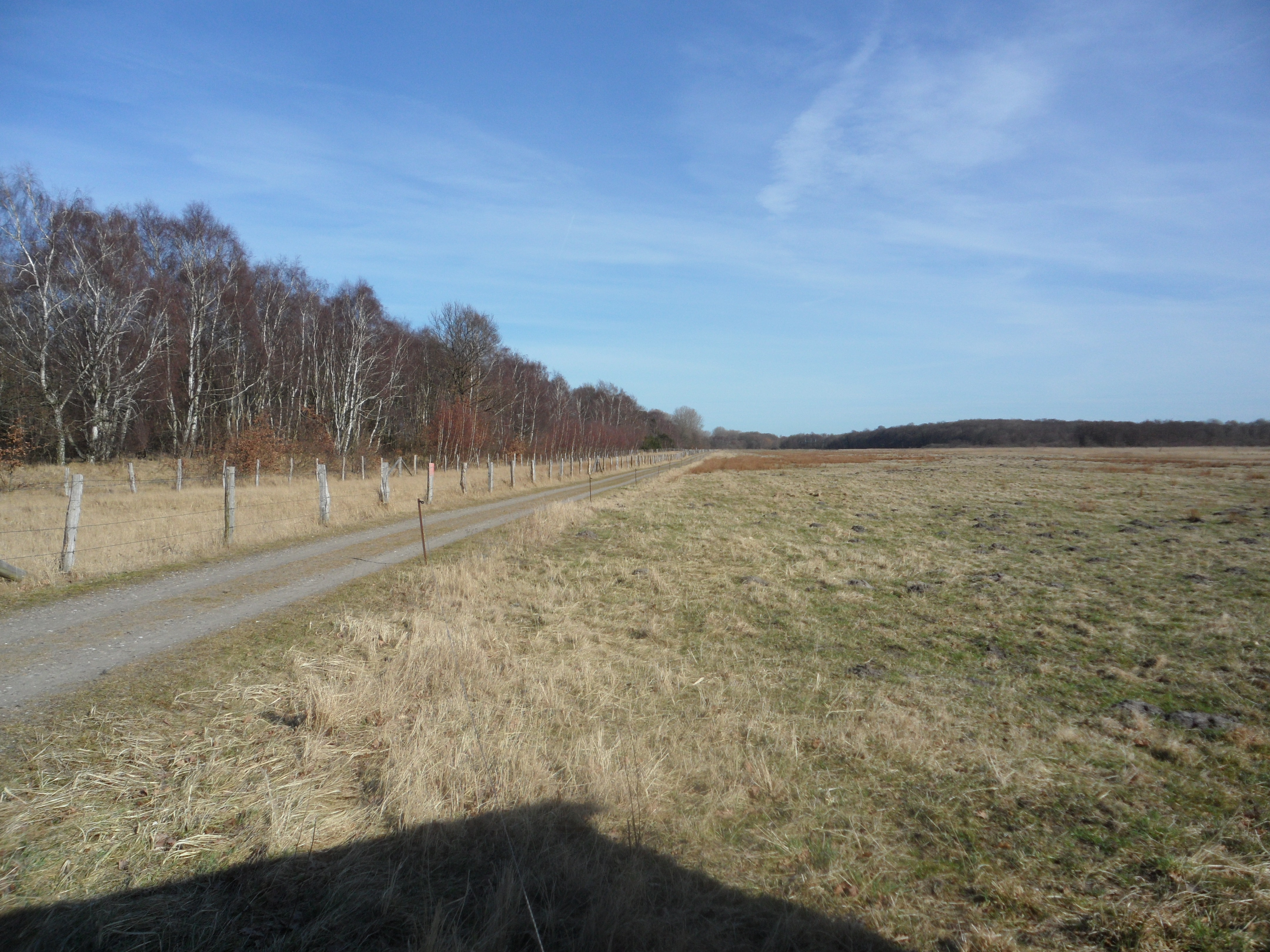
Ehemaliger Kolonnenweg an der Ostseeküste

Das Naturschutzgebiet Küstenlandschaft zwischen Priwall und Barendorf mit Harkenbäkniederung ist ein 580 Hektar großes vielgestaltiges Naturschutzgebiet in Mecklenburg-Vorpommern nördlich von Dassow. Es grenzt im Westen an die Pötenitzer Wiek und die Halbinsel Priwall, im Norden an die Ostsee und umfasst eine Küstenniederung mit Dünen und Strandwällen, Kliffküste, einem unverbauten eingeschnittenen Bach – dem Harkenbäk – sowie Moore und kleine Seen. Die Unterschutzstellung erfolgte am 2. März 1938 zunächst nur für den Bereich des Deipsees. Das Gebiet wurde durch weitere Verordnungen in den Jahren 1990, 1992 und 2000 erweitert.
Der aktuelle Gebietszustand wird als gut eingeschätzt. Der Naturschutzbund Deutschland Mecklenburg-Vorpommern betreut das Schutzgebiet. Ein Betreten des Schutzgebiets ist auf mehreren Wegen möglich. Auf dem ehemaligen Kolonnenweg führt ein Rad- und Wanderweg entlang der Ostseeküste.

## Geschichte
Das heutige Schutzgebiet besteht aus drei unterschiedlich entstandenen Teilen: Die Pötenitzer Strandwiesen gehen auf Strandwälle zurück, die sich nacheiszeitlich ausbildeten und den Bereich bei Pötenitz von der offenen Ostsee abschnitten. Die Moränenkliffs gehen auf Geschiebemergelaufschiebungen im Rahmen der Eiszeit zurück. Die Harkenbäkniederung entstand ebenfalls eiszeitlich als unter dem Gletschereis liegendes Tunneltal, welches nach Abschmelzen des Eises verlandete und vermoorte.
Eine Grünlandnutzung für die Pötenitzer Strandwiesen und die Harkenbäkniederung ist seit Jahrhunderten nachgewiesen. Seltene Arten wie Sumpf-Knabenkraut, Bitterer Enzian und Lungenenzian verschwanden jedoch nach umfangreichen Entwässerungsarbeiten und dem Bau eines Schöpfwerkes. Die Flächen sackten durch die Entwässerung ab und liegen heute stellenweise unter dem Meeresspiegel. Ackerbauliche Nutzung ist ebenfalls belegt.
Ab 1961 lagen die Flächen abgeschieden an der innerdeutschen Grenze. Ein Kolonnenweg der DDR-Grenztruppen führte durch das Gebiet.

## Pflanzen- und Tierwelt
Angrenzend an die Ostsee finden sich verschiedene Strandwälle mit salzliebender Vegetation. Typische Vertreter sind Salzmiere, Strandhafer, Strandroggen, Kali-Salzkraut, Rot-Schwingel, Sanddorn, Labkraut, Pimpinelle, Sand-Segge, Silbergras und Meersenf.
Den Westteil des Schutzgebiets bilden feuchte Grünländer sowie Bruchwald mit Sumpfsegge, Schwertlilie, Erle, Rasenschmiele, Wasserdost und Weiden.
Der Bereich der Harkenbäk wird von Bruchwald und Röhricht eingenommen.
Ganz im Osten des Schutzgebiets finden sich bei Barendorf aufgelassene Feuchtgrünländer mit Schilf.
Brutvögel im Gebiet sind Karmingimpel, Sperbergrasmücke, Neuntöter, Bartmeise und Schilfrohrsänger. In offenen Dünenbereichen kommt die Zauneidechse vor. Hervorhebenswerte Schmetterlingsarten sind Strand-Erdeule, Strandhafer-Stängeleule und Mittlerer Weinschwärmer.